# Pinu
|  | Aquest article tracta sobre el municipi cors. Si cerqueu el riu d'Himachal Pradesh (Índia), vegeu «Pim». |

Pino (francès) o Pinu (cors) és un municipi al departament d'Alta Còrsega a la regió de Còrsega, L'any 1999 tenia 150 habitants.
| 1962 | 1968 | 1975 | 1982 | 1990 | 1999 |
| ---- | ---- | ---- | ---- | ---- | ---- |
| 165  | 269  | 200  | 137  | 143  | 150  |

| Període   | Identitat        | Partit | Qualitat |  |
| --------- | ---------------- | ------ | -------- |  |
| 2001-2008 | Lucien Orsatelli |        |          |  |
| 2008-     | Francis Mazotti  |        |          |  |